# زلمی خلیل‌زاد
زَلمِی خلیل‌زاد (به پشتو: ځلمی خلیل زاد)(متولد: ۲۲ مارس ۱۹۵۱) نمایندهٔ ویژهٔ ایالات متحده برای صلح افغانستان است. خلیل‌زاد سفیر ایالات متحده آمریکا در سازمان ملل متحد در دوره جرج دابلیو بوش و مدت کوتاهی در دوره باراک اوباما بود. وی بالاترین مقام مسلمان در دولت جورج دبلیو بوش بود. پیش از این، وی به عنوان مشاور در مرکز مطالعات استراتژیک و بین‌المللی و رئیس در گرایفون پارتِنَرز و همکاران خلیلزاد که شرکت مشاوره بازرگانی بین‌المللی، مستقر در واشینگتن، دی.سی.، ایفای وظیفه نموده است.
در ۵ سپتامبر ۲۰۱۸، خلیلزاد توسط وزیر خارجه ایالات متحده، مایک پمپئیو به عنوان فرستاده ویژه آمریکا در افغانستان منصوب شد. آنتونی بلینکن، وزیر امور خارجه دولت بایدن نیز خلیلزاد را در پُستش نگهداشت.

## اوایل زندگی و تحصیلات
زلمی خلیل‌زاد متولد مزار شریف ولایت بلخ افغانستان و نورزی پشتون است. زبان اول وی پشتو است. وی در جوانی به عنوان دانشجو به آمریکا مهاجرت کرد و بعداً شهروند این کشور شد. خلیل‌زاد در کابل، افغانستان بزرگ شد. والدینش اهل ولایت لغمان بودند، و زمانی که پدر او در زمان سلطنت محمد ظاهرشاه از مقامات دولتی بود به مزار شریف نقل مکان کرده بودند.
خلیل‌زاد تحصیلات خود را در مدرسه دولتی لیسه غازی در کابل شروع کرد. مدتی را در چارچوب برنامه‌های بین‌المللی تبادل فرهنگی در دبیرستان کرس، کالیفرنیا سپری کرد. بعدتر، لیسانس و فوق لیسانس خود را از دانشگاه آمریکایی بیروت در لبنان دریافت کرد. خلیل‌زاد پی اچ دی خود را در دانشگاه شیکاگو در آمریکا دریافت کرد، در آنجا او با البرت ولستتر از متفکرین و استراتژیست‌های برجسته بازدارندگی هسته‌ای مطالعه کرد و او خلیل‌زاد را با ارتباطات خود در دولت و مؤسسه رند مرتبط کرد.

## زندگی کاری
خلیل‌زاد اولین آمریکایی افغانستانی الاصل و شاید اولین مسلمانی باشد که در پله‌های قدرت آمریکا به قلب دستگاه حاکمه آن کشور راه یافته است.
بین سال‌های ۱۹۷۹ تا ۱۹۸۹ خلیل‌زاد به عنوان استادیار علوم سیاسی در مدرسه روابط عمومی و بین‌المللی دانشگاه کلمبیا فعالیت کرد. در این دوره، او ارتباط کاری نزدیکی با زیبیگنیو برژینسکی، معمار سیاست دولت کارتر در حمایت از مقاومت مجاهد در برابر اشغال افغانستان به دست شوروی، داشت. (همچنین ببینید: عملیات سایکلون.)
در ۱۹۸۴ خلیل‌زاد، فلوشیپ یک ساله‌ای را از شورای روابط خارجی قبول کرد تا به وزارت امور خارجه ایالات متحده آمریکا بپیوندد، او در آنجا مشاور دفتر خاورنزدیک و جنوب آسیا به ریاست ریچارد مرفی بود. خلیل‌زاد از ۱۹۸۵ تا ۱۹۸۹ در دولت رئیس‌جمهور رونالد ریگان به عنوان یکی از مسئولین ارشد وزارت امور خارجه فعالیت می‌کرد و در خصوص جنگ شوروی در افغانستان و جنگ ایران و عراق مشاوره می‌داد.
او به آرامی به عنوان یکی از طراحان برنامه بلند پروازانه تغییر منظر سیاسی خلیج فارس و آسیای مرکزی شاخص شد. پیشرفت خلیل‌زاد تا اندازه‌ای با نقش او در سال‌های ۱۹۸۰ و اوایل سال‌های ۱۹۹۰ میلادی به عنوان مشاور عمده وزارت خارجه و پنتاگون در جنگ ضد شوروی در افغانستان و مسایل منطقه بستگی داشت. سال‌های ۱۹۹۰ و در دوران حکومت بیل کلینتون، این خلیل‌زاد بود که با تهیه سندی به نام «کتاب سفید دربارهٔ افغانستان» خواستار دخالت مجدد آمریکا برای تغییر وضع در افغانستان شد.
زلمی خلیل‌زاد پس از حملات ۱۱ سپتامبر و سقوط رژیم طالبان مهم‌ترین چهره دولت آمریکا در سیاست‌های آن کشور در ارتباط با افغانستان بوده و به عنوان فرستاده ویژه آمریکا در افغانستان خدمت کرده است. وی موضع سختی در قبال بقایای جنبش طالبان در افغانستان اتخاذ کرد و در آخرین سمت خود به عنوان سفیر آمریکا در افغانستان نقشی کلیدی در تحکیم دولت حامد کرزی بازی کرده است.
وقتی جورج بوش برای ساقط کردن حکومت طالبان در افغانستان و بعداً حذف صدام حسین از عرصه سیاسی عراق نیاز به کمک و مشورت داشت زلمی خلیل‌زاد دائماً حاضر بود.
خلیل‌زاد که با چندین دولت جمهوری‌خواه همکاری داشته به عنوان یکی از عوامل نزدیک به دیک چینی و طرف اعتماد گروه معروف به «بازها» در دولت بوش محسوب می‌شود.
در محافل واشینگتن به او «شاه زل» می‌گویند و در دوران سفارت اخیرش در کابل بسیاری او را «نایب السلطنه» می‌خواندند. او در این شغل به تثبیت حکومت حامد کرزی کمک زیادی کرده است.
اما تجربیات او در عراق هم بسیار گسترده است. درست پیش از حمله نیروهای آمریکا به عراق در سال ۲۰۰۳ او در رأس هیأتی برای شرکت در نشست مخالفان دولت صدام به مناطق کردنشین شمال عراق سفر کرد.
خلیل‌زاد در ۲۱ جون ۲۰۰۵ کارش را به‌عنوان سفیر آمریکا در عراق آغاز کرد. در ۱۲ فبروری ۲۰۰۷، کاخ سفید وی را به‌عنوان سفیر آمریکا در سازمان ملل متحد تعیین کرد.
حدس و گمان‌هایی در مورد احتمال نامزد شدن زلمی خلیل‌زاد در انتخابات ریاست جمهوری سال ۲۰۱۴ افغانستان وجود داشت، هر چند که خود وی نه این شایعات را رد و نه تأیید کرد.

## سفیر آمریکا در افغانستان

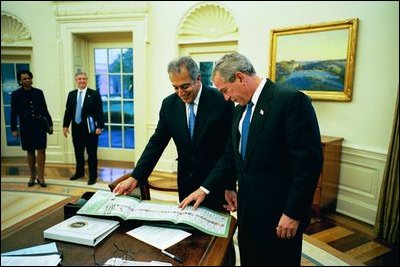
خلیلزاد در حال ارائه طرح اولین انتخابات دموکراتیک در افغانستان به رئیس‌جمهور جورج دبلیو بوش. ۲۰۰۴

در سال ۲۰۰۱، رئیس‌جمهور جورج دبلیو بوش از خلیل زاد خواست تا به عنوان سرپرست، تیم انتقالی بوش و چنی را برای وزارت دفاع اداره کند و او مدت کوتاهی به عنوان مشاور وزیر دفاع، دونالد رامسفلد خدمت کرد. در ماه مه سال ۲۰۰۱، کاندولیزا رایس، مشاور امنیت ملی آمریکا، انتصاب خلیل زاد را به عنوان دستیار ویژه رئیس‌جمهور و مدیر ارشد منطقه جنوب غربی آسیا، خاور نزدیک و امور آفریقای شمالی در شورای امنیت ملی ایالات متحده اعلام کرد. در دسامبر ۲۰۰۲، بوش خلیل زاد را به سِمَت سفیر کل عراقی‌های آزاد منصوب کرد تا وظیفه هماهنگی «مقدمات عراق پس از صدام حسین» را بر عهده گیرد.
پس از حملات تروریستی ۱۱ سپتامبر، بوش به تخصص خلیل زاد در افغانستان اعتماد کرد. خلیل زاد در مراحل اولیه برنامه‌ریزی برای سرنگونی طالبان نقش داشت و در ۳۱ دسامبر ۲۰۰۱، به عنوان فرستاده ویژه رئیس‌جمهور بوش برای افغانستان از نوامبر ۲۰۰۳ الی ژوئن ۲۰۰۵ انتخاب گردید.
در آن زمان، وی بر تدوین قانون اساسی افغانستان نظارت داشت، در اولین انتخابات این کشور شرکت داشت و به سازماندهی اولین جلسه لویه جرگه افغانستان کمک کرد. در ژوئن ۲۰۰۲ نمایندگان ایالات متحده در لویه جرگه افغانستان برای انتخاب رئیس دولت، ظاهر شاه ۸۷ ساله پادشاه سابق افغانستان را متقاعد کردند که حتی اگر اکثر نمایندگان لویه جرگه از وی حمایت کنند وی کناره بگیرد. این حرکت باعث خشم پشتون‌ها شد که نگران قدرت نابرابر ائتلاف شمال در دولت کرزی بودند. در زمان تصدی خلیل زاد به عنوان سفیر، حامد کرزی رئیس‌جمهور جدید افغانستان به‌طور منظم دربارهٔ تصمیمات سیاسی با وی رایزنی نزدیک داشت و این دو به‌طور منظم با یکدیگر غذا می‌خوردند. در سال ۲۰۰۴ و ۲۰۰۵، وی در تأسیس دانشگاه آمریکایی افغانستان که اولین مؤسسه آموزش عالی به سبک آمریکایی در افغانستان است، کمک کرد. در سال ۲۰۱۶، دوستان دانشگاه آمریکایی افغانستان جایزه خدمات عمومی بین‌المللی را به وی اهدا کردند.

## نماینده صلح در افغانستان

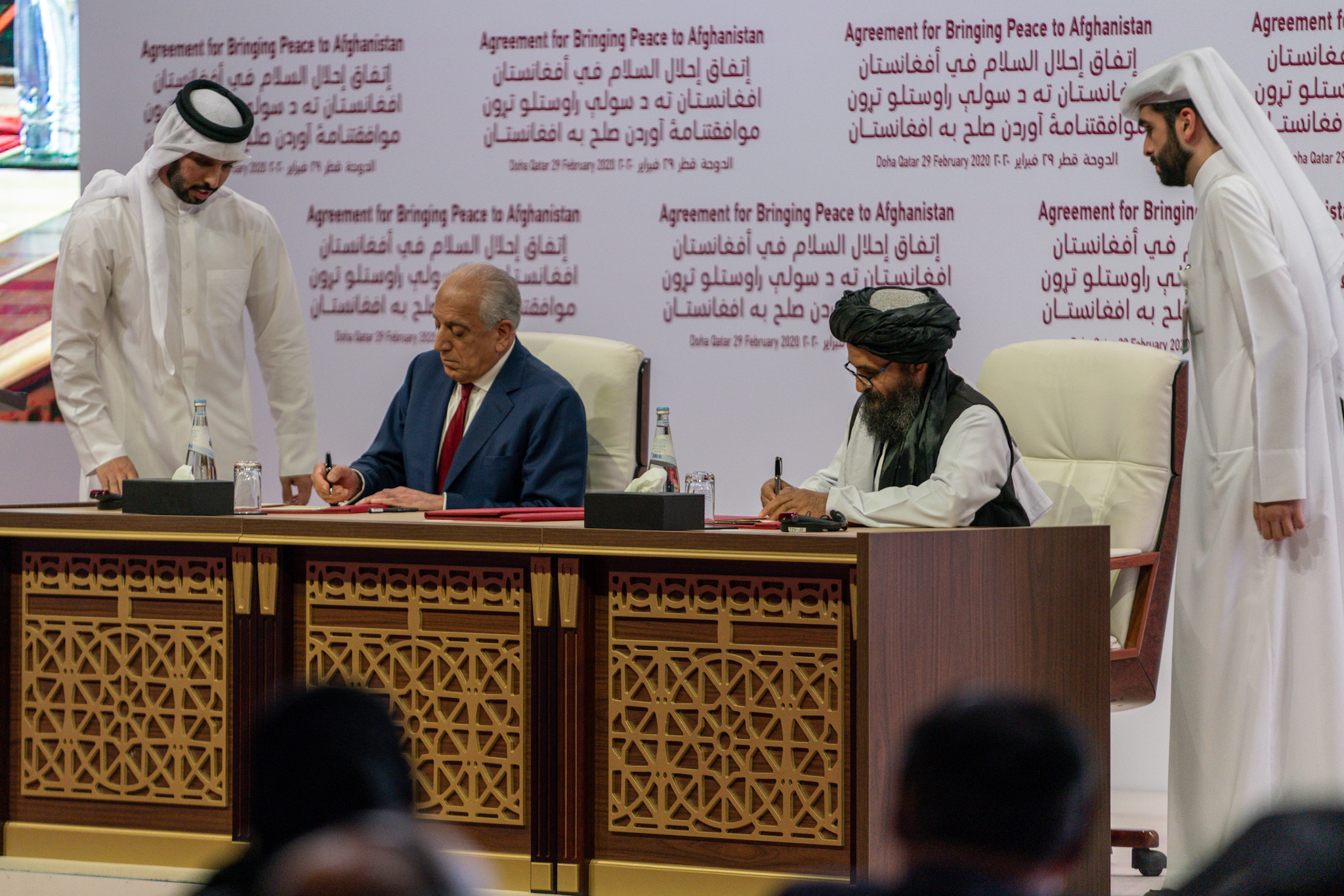
خلیلزاد (چپ) و عبدالغنی برادر نماینده طالبان (راست) توافق صلح افغانستان را در دوحه قطر در ۲۹ فوریه ۲۰۲۰ امضا می‌کنند

خلیل‌زاده نماینده ویژه آمریکا در امور صلح افغانستان در پی اعلام ناتو در ۲۴ آوریل که از ضرورت کاهش خشونت و نیاز به حل سیاسی بحران افغانستان حمایت کرده بود نوشت: آمریکا و جامعه جهانی از افغانستان می‌خواهد که کشور و ملت خود را در اولویت قرار دهند. او توافقنامه صلح آمریکا با طالبان را یک «فرصت تاریخی برای افغانستان» شمرد. وی اضافه کرد که مبارزه با ویروس کرونا، فقر و جنگ بستگی به اقدام و نیت رهبران و جناح‌های سیاسی افغانستان دارد.